# Wikariat Sintra
Wikariat Sintra − jeden z 17 wikariatów Patriarchatu Lizbony, składający się z 15 parafii:
- Parafia Matki Bożej Pocieszenia w Agualva
- Parafia św. Józefa w Algueirão - Mem Martins - Mercês
- Parafia św. Piotra w Almargem do Bispo
- Parafia Niepokalanego Serca Najświętszej Maryi Panny w Cacém
- Parafia Wniebowzięcia Najświętszej Maryi Panny w Colares
- Parafia św.Franciszka z Asyżu w Mira Sintra
- Parafia Matki Bożej Oczyszczenia w Montelavar
- Parafia św. Piotra w Pêro Pinheiro
- Parafia Matki Bożej z Betlejem w Rio de Mouro
- Parafia św. Jana Chrzciciela w São João das Lampas
- Parafia św. Marka w São Marcos
- Parafia św. Piotra w Sintra
- Parafia św. Marcina w Sintra
- Parafia Najświętszej Maryi Panny i św. Michała w Sintra
- Parafia św. Jana Degolado w Terrugem